# Huayin
Huayin (chiń. 华阴; pinyin Huàyīn) – miasto na prawach powiatu w środkowych Chinach, w prowincji Shaanxi, w prefekturze miejskiej Weinan. W 1999 roku liczba mieszkańców miasta wynosiła 247 771.
W pobliżu miasta znajduje się jedna z pięciu wielkich gór taoizmu – Hua Shan. Dosłownie nazwa miasta oznacza "na północ od Hua Shan".